# Achpet
Achpet war ein altägyptischer Vorzeichner (Umrisszeichner). Er lebte während der Regierungszeit von Ramses III. und wirkte insbesondere in den Jahren 17 bis 21 (1166/65 bis 1161/60 v. Chr.) in dessen Herrschaft im oberägyptischen Deir el-Medina. Er gehörte zu den Arbeitern, die am Bau der Königsgräber beteiligt waren und im Dorf der Arbeiter von Deir el-Medina wirkten. Er ist namentlich von mehreren Ostraka bekannt.